# 若槻大通り

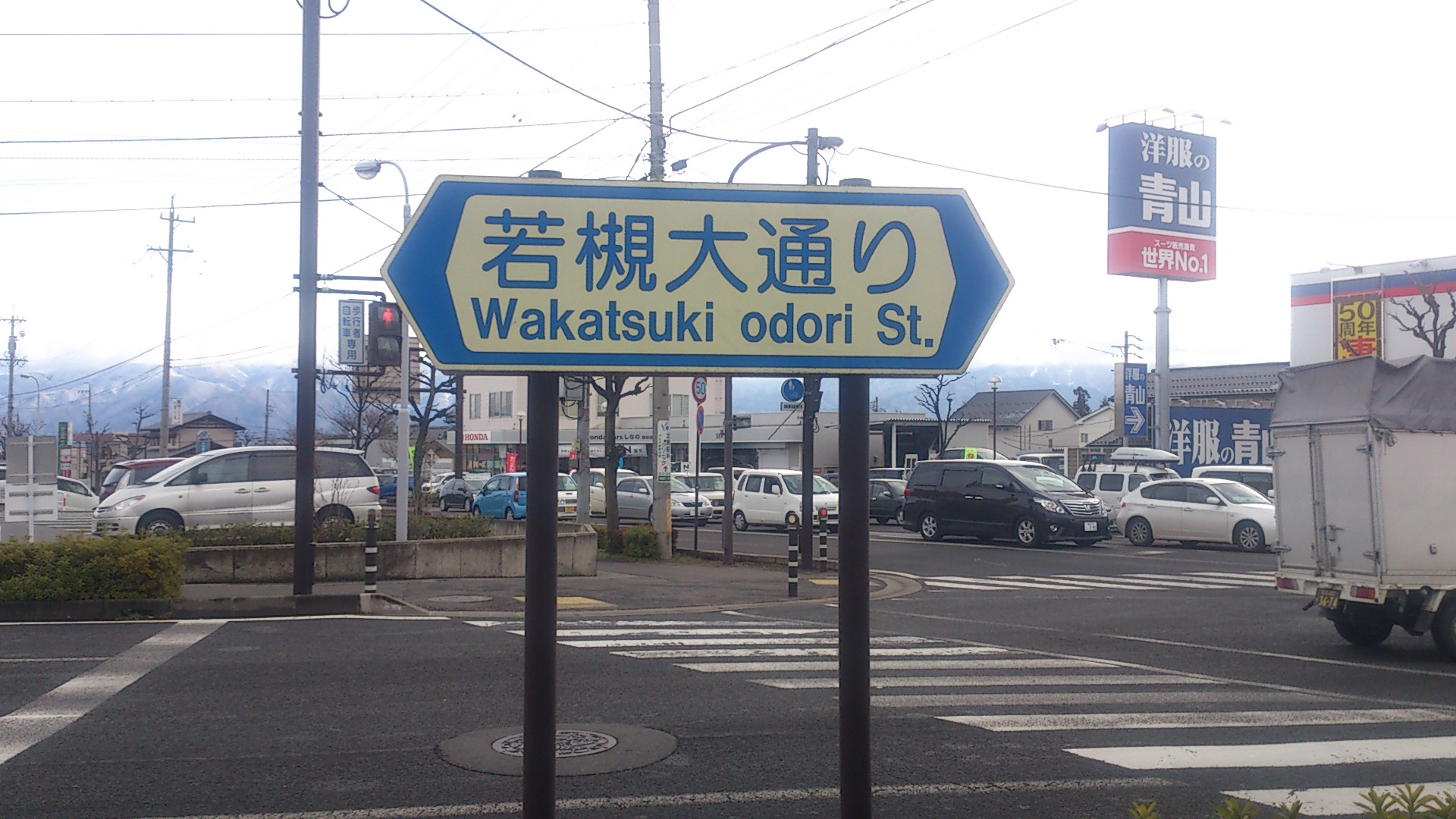
「道路の通称名」標識（長野市稲田一丁目）

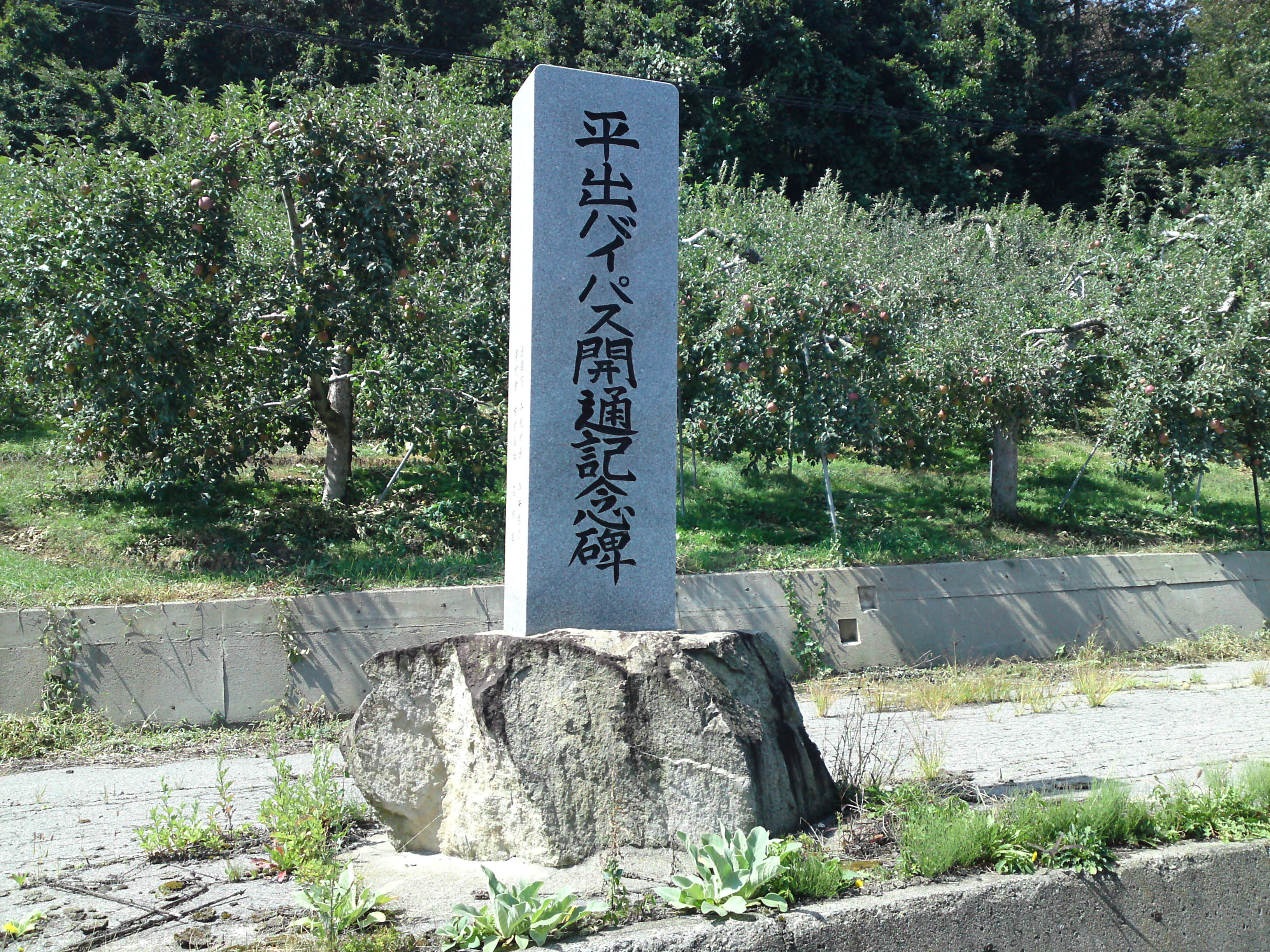
平出バイパス開通記念碑（上水内郡飯綱町平出）

若槻大通り（わかつきおおどおり）は、長野県長野市の長野吉田高校東交差点から同市宇佐美沢交差点に至る道路の通称。全線が長野県道60号長野荒瀬原線に指定されている。
なお、宇佐美沢交差点より先、上水内郡飯綱町平出の三本松交差点まで「平出バイパス」として一体的に整備された区間であるため、本項で併せて述べる。

## 概要

### 主要概説
南側区間の稲田・徳間地区内では南北の幹線として、北部幹線（サンロード）などと併せて商業集積が進んでいる。徳間地区を過ぎて田中・田子・吉地区などでは、沿道にりんご畑が広がる快走路となる。
全体としては旧北国街道のバイパスとして、長野市から飯綱町方面への近道として利用されている。西側に並行する坂中峠と比べれば、カーブも少なめで走りやすい道である。
交差点部を除いて全線が2車線であるが、長野吉田高校〜徳間一丁目付近では1車線の幅がやや広めである。若槻東条以北は追い越し禁止規制が敷かれている。

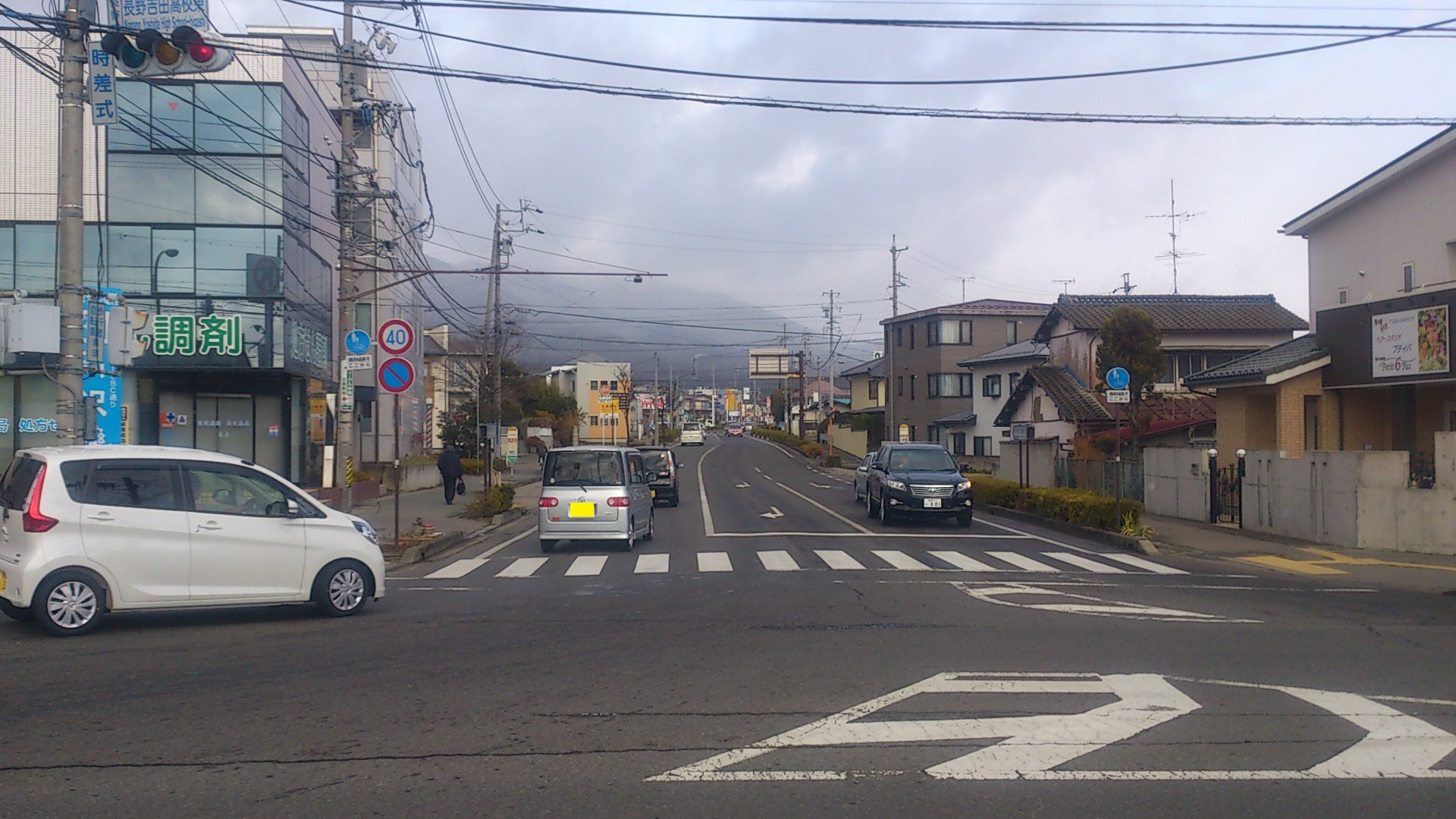
南端の長野吉田高校東交差点（吉田一丁目）
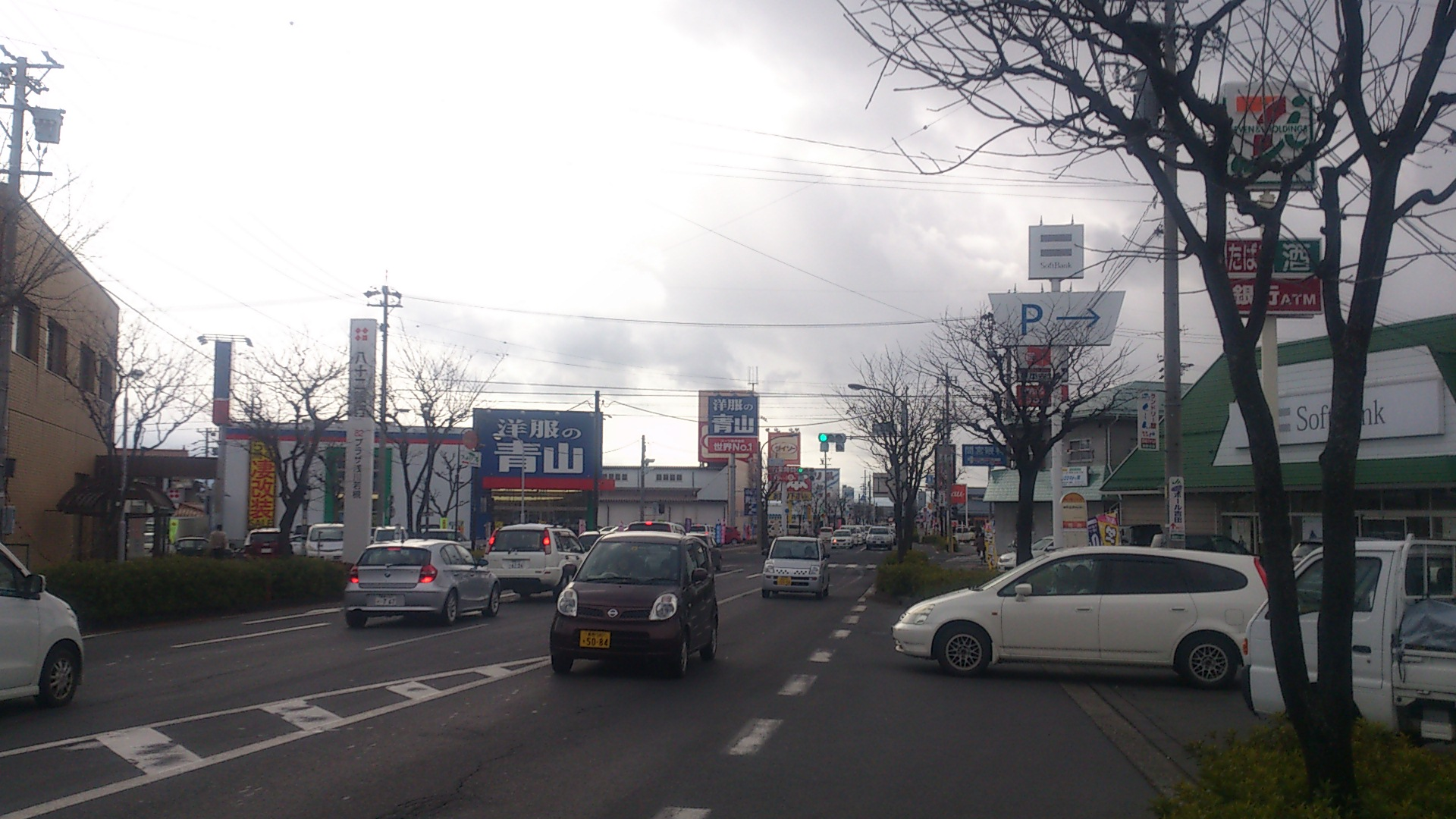
商業集積の進む稲田一丁目交差点付近（稲田一丁目）
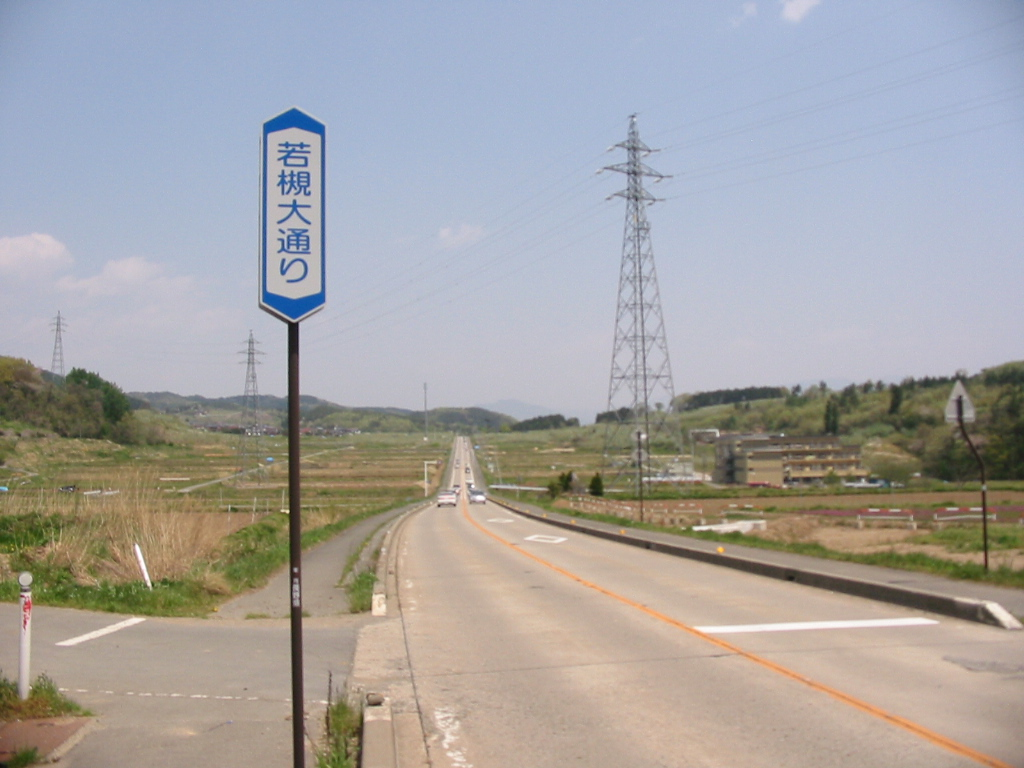
田園地帯を貫く快走路（田子）

### 主要構造物
- 稲田大橋（いなだおおはし＝長野市吉田二丁目〜稲田一丁目）
  - 全長：18.80m
  - 幅員：8.50m（車道2車線・両側歩道）
  - 構造：PCT桁

浅川に架かる橋梁。1982年（昭和57年）架設[1]。
- 駒沢大橋（こまざわおおはし＝長野市徳間一丁目〜若槻東条）
  - 全長：31.2m

駒沢川に架かる橋梁。1982年（昭和57年）架設。

## 沿革
- 1986年（昭和61年）8月 - 長野吉田高校東交差点〜田中交差点の区間が開通。
- 1994年（平成6年）11月28日 - 田中交差点〜三本松交差点の区間（平出バイパス）が開通し、若槻大通り全通。

## 交差・接続する道路
↑ 長野県道60号長野荒瀬原線（高田若槻線）
- 長野吉田高校東交差点（長野市吉田二丁目＝起点）
  - 長野市道（SBC通り）
- 稲田一丁目交差点（長野市稲田一丁目）
  - 長野市道（北部幹線サンロード）
- 田中交差点（長野市田中）
  - 長野市道（北国街道旧道）
- （長野市吉付近）
  - 長野市道（北国街道旧道）
- 宇佐美沢交差点（長野市吉＝若槻大通り終点）
  - 上水内北部広域農道（北信五岳道路豊野ライン）

## 交差・接続する先線区間
- （飯綱町平出付近）
  - 飯綱町道（北国街道旧道）
- 三本松交差点（飯綱町平出＝平出バイパス終点）

↓ 長野県道60号長野荒瀬原線（四ツ屋バイパス）

## 沿道
- 長野県長野吉田高等学校
- 平安堂 若槻店
- 洋服の青山 長野若槻店
- 八十二銀行 浅川若槻支店
- デリシア 若槻店
- ウエルシア薬局 長野若槻大通り店
- 長野トヨタ自動車 若槻店
- イエローハット 若槻店
- 業務スーパーユー・パレット 長野北店
- しまむら 若槻店
- 長野日産自動車 若槻店
- 長野県営住宅若槻団地
- 長野市役所 若槻支所
- 長野市消防局 鶴賀消防署若槻分署
- 長野中央警察署 若槻大通り交番
- 長野市立若槻小学校
- 若槻温泉
- 蚊里田八幡宮
- 郊外観光旅館 見晴の湯